# 1614
Năm 1614 (số La Mã: MDCXIV) là một năm thường bắt đầu vào thứ Tư trong lịch Gregory (hoặc một năm thường bắt đầu vào thứ Bảy của lịch Julius chậm hơn 10 ngày).

## Mất
- 21 tháng 8 - Nữ Bá tước Elizabeth Báthory